# Саламонский, Альберт Вильгельмович
Альберт Вильгельмович Саламонский (18 июня 1839, Италия — 22 июня 1913, Москва) — потомственный артист цирка, предприниматель, директор и основатель нескольких цирков, в том числе Московского цирка Никулина на Цветном бульваре (первоначально «цирк Саламонского», 1880) и Рижского цирка (до 1941 года — «цирк Саломонского»).
В цирке участвовал как наездник, конный акробат

, дрессировщик лошадей и актёр.

## Биография
Из потомственной еврейской цирковой семьи. Родители — цирковые артисты Вильгельм Саломонский и Юлия Каре. Отец был наездником и дрессировщиком лошадей.

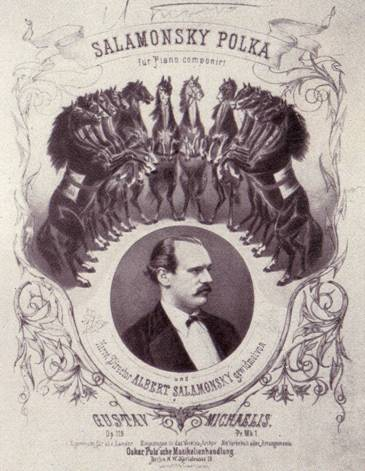
Портрет А.Саламонского в коллаже с полькой его имени. Конец XIX в.

Как наездник дебютировал в 1862 году в цирке Ренца (Берлин). Первый исполнитель сальто-мортале на неосёдланной лошади. Коронный номер — проезд верхом на лошади по бревну на высоте 5 метров. В 1873 году открыл свой собственный цирк на Фридрихштадтпаласт в Берлине и семь лет успешно там выступал (до отъезда в Россию). Позже свои цирки Саламонский открыл в Риге, Дубулты, Одессе (1879) и Москве (1880). Он для развития бизнеса написал ходатайство, адресованное властям Москвы, с просьбой разрешить устраивать воскресные детские спектакли (т.к. в то время цирк был взрослым развлечением). Разрешение было дано и в 1895 году в цирке на Цветном бульваре была поставлена первая детская пантомима «Фея кукол». Многие годы конкурировал в Москве с цирком братьев Никитиных.
После смерти всё своё имущество завещал горничной своей жены Вильхемине Страупе, т.к. жена и приёмный сын умерли к тому времени.
Похоронен на Введенском кладбище (25 уч.). В 2017 году был установлен номер участка, но могила не обнаружена.
Жена — Лина Саламонская (урождённая Шварц), наездница. Приёмный сын — Евгений Мардер, наездник и дрессировщик.